# Кольченко Олександр Михайлович
Олександр Кольченко -  український баскетболіст, народився 20 вересня 1988 року, в Тирасполі, Молдавській РСР. Виступає за баскетбольний клуб «Старий Луцьк», грає на позиції легкого форварда / розігруючого захисника. Гравець збірної України з баскетболу.

## Кар'єра
З 2005 по 2011 роки виступав за «Хімік», у складі якого чотири рази ставав бронзовим призером чемпіонату України.
З 2011 до 2013 року був гравцем маріупольського «Азовмашу», з яким двічі виходив у фінал Суперліги України . У сезоні 2012/2013 Кольченко набирав 7,1 очка та робив 2,0 підбирання в середньому за гру. У плей-офф його статистика склала 9,9 очка, 2,6 підбирання за 35,0 хвилин.
У сезоні 2013/2014 виступав за львівську «Політехніка-Галичина», набираючи в середньому 11,6 очка та роблячи 3,8 підбирання, 2,3 передачі та 1,5 перехоплення за 28 хвилин.
Сезон 2014/2015 Кольченко розпочав у складі київського « Будівельник », провівши у чемпіонаті Суперліги України 20 ігор, у яких у середньому набирав 12,8 очка, робив 3,1 підбирання, 2,5 передачі та 1,1 перехоплення за 25 хвилин.
У лютому 2015 року перейшов до «Автодору». У саратівському клубі виступав у ролі резервіста і не зміг закріпитися в команді.
Перед початком сезону 2015/2016 Кольченко залишився без команди, тому підписав контракт лише у січні 2016 року, ставши гравцем «Нявежіса». У складі литовської команди набирав 8,6 очок та 2 підбирання.
У грудні 2016 року продовжив кар'єру в клубі «Черкаські Мавпи». У середньому за гру набирав 13,6 очок, 3,8 передачі та 2,3 підбирання.
7 березня 2017 року став відомим склад команд на «Матч усіх зірок української Суперліги». За підсумками голосування вболівальників Кольченко потрапив до складу команди «Південний Захід». У цьому матчі Олександр провів 21 хвилину та 26 секунд, за які він набрав 12 очок, 3 підбирання, 5 передач та 2 перехоплення.
У червні 2017 року Кольченко продовжив контракт із «Черкаськими Мавпами» ще на один сезон. У складі клубу став чемпіоном України сезону 2017/2018, а також був визнаний «Найціннішим гравцем» турніру. У 35 матчах набирав 17 очок, 2,7 підбирань та 3,2 передачі в середньому за матч..
З 2020 року виступає за баскетбольний клуб «Тернопіль-ТНЕУ». Ставши лідером команди, в 43 матчах набирав 12.1 очок, 1,9 підбирань та 3 передачі в середньому за матч.
Сезон 2021-2022 розпочав в Черкаських Мавпах». У 31 матчах набирав 8.3 очок, 2 підбирань та 1,3 передачі в середньому за матч. Сезон був не дограний.
Сезон 2022-2023 вийшов чемпіонським. Вигравши чемпіонат з «Будівельником».

## Збірна України
У складі національної збірної України Кольченко був учасником чемпіонату Європи 2011 року в Литві, набираючи 9,4 очка та 2,0 підбирання за 19,4 хвилини в середньому за матч.
У червні 2014 року був включений до заявки збірної України для участі у чемпіонаті Світу-2014.
У червні 2015 року увійшов до попереднього списку гравців, які претендують на участь у Євробаскеті-2015.
У складі національної збірної України Кольченко був учасником Євробаскеті-2017. Де провів 5 матчів в груповому етапі, в середньому набирав 6,2 очка та 1,2 підбирання за 14,8 хвилини. І провів один матч плей-оф збірної Словенії, де набрав набираючи 4 очка та 2,0 підбирання і 2.0 перехвати.
Наступний виклик отримав на відбіркові матчі Чемпіонату світу 2019.

## Статистика за матч
| Суперліга України |                      |    |      |     |     |
| 2007-2008         | Хімік                | 19 | 3.7  | 1.1 | 0.6 |
| 2008-2009         | Хімік                | 25 | 8.5  | 2.4 | 1.4 |
| 2009-2010         | Хімік                | 25 | 10.8 | 2.8 | 2.0 |
| 2010-2011         | Хімік                | 46 | 10.5 | 2.3 | 1.1 |
| 2011-2012         | Азовмаш              | 27 | 3.1  | 2.0 | 0.6 |
| 2012-2013         | Азовмаш              | 39 | 5.9  | 1.7 | 0.7 |
| 2013-2014         | Політехніка-Галичина | 25 | 11.6 | 3.8 | 2.3 |
| 2014-2015         | Будівельник          | 20 | 12.8 | 3.1 | 2.5 |
| ВТБ               |                      |    |      |     |     |
| 2014-2015         | Автодор              | 9  | 4.8  | 1.6 | 0.8 |
| Литовська ліга    |                      |    |      |     |     |
| 2015-2016         | Невежіс              | 19 | 8.6  | 2.0 | 0.7 |
| Суперліга України |                      |    |      |     |     |
| 2016-2017         | Черкаські Мавпи      | 14 | 14.0 | 1.9 | 3.9 |
| 2017-2018         | Черкаські Мавпи      | 27 | 17.3 | 3.1 | 3.1 |
| 2018-2019         | Черкаські Мавпи      | 28 | 17.0 | 2.3 | 3.0 |
| 2019-2020         | Черкаські Мавпи      | 17 | 10.2 | 1.9 | 1.8 |
| 2020-2021         | Тернопіль-ТНЕУ       | 40 | 12.1 | 2.0 | 3.1 |
| 2021-2022         | Черкаські Мавпи      | 32 | 8.7  | 2.1 | 1.3 |
| 2022-2023         | Будівельник          | 31 | 12.6 | 3.2 | 2.9 |

## Досягнення

### Україна
- Чемпіон України (2): 2017/2018, 2022/2023.
- Срібний призер чемпіонату України (2): 2011/2012, 2012/2013.
- Бронзовий призер чемпіонату України (5): 2005/2006, 2006/2007, 2007/2008, 2008/2009, 2014/2015.

- Володар Кубок України: 2014/2015.

- Фіналіст  Суперкубок України: 2017/2018.